# Richard Riemerschmid

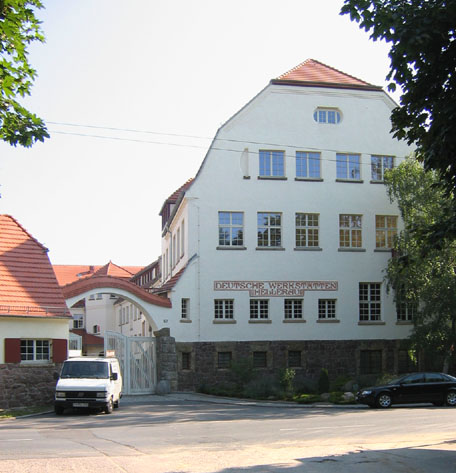
Casa en Hellerau diseñada por Riemerschmid.

Richard Riemerschmid (Múnich, Alemania; 20 de junio de 1868-ibíd., 13 de abril de 1957) fue un arquitecto y diseñador de ciudades alemán y una de las principales figuras del Modernismo en Alemania.
Se formó como pintor, pero antes pasó por todas las etapas de los oficios artesanales hasta llegar a la arquitectura. Más tarde se especializó en el diseño de muebles.
Perteneció al grupo de Múnich conocido como Deutscher Werkbund. Entre las características de su trabajo destacan la funcionalidad y la racionalidad, el rechazo de los elementos decorativos y la influencia del diseño tradicional alemán, aunque los adornos típicos del diseño alemán casi desaparecieron de sus obras.